# I Cavalieri dello zodiaco (serie animata)
I Cavalieri dello zodiaco (聖闘士星矢?, Saint Seiya) è una serie televisiva anime tratta dal manga Saint Seiya - I Cavalieri dello zodiaco di Masami Kurumada, prodotta dalla Toei Animation dal 1986 al 1989 per un totale di 114 episodi (inizialmente ne erano previsti 52), coprenti la prima e la seconda parte del manga (Sanctuary e Poseidon) e una saga intermedia (Asgard) creata appositamente per la versione animata, mentre la terza parte del fumetto originale (Hades) è stata trasportata in animazione successivamente, come una trilogia di serie OAV (comprendente in totale trentuno episodi) prodotta fra il 2002 e il 2008. 
La trama dell'anime contiene alcune divergenze rispetto al manga (solitamente approfondimenti e aggiunte, ma in generale è uguale a quella del manga), ma l'ottimo lavoro di character design compiuto dalla coppia Shingō Araki e Michi Himeno (già noti per Lady Oscar) e l'intensa opera di merchandising legata al lancio della serie ne hanno fatto un grandissimo successo sia in Giappone che all'estero: l'anime è infatti stato tradotto in vari lingue e trasmesso in varie nazioni tra cui Cina, Brasile, Francia, Spagna, Italia, Portogallo e Stati Uniti.
Nel 2015, per commemorare i 30 anni del manga di Kurumada e festeggiare anche il trentennale della serie, TV Asahi ha ritrasmesso l'anime in Giappone dal 1º aprile.

## Sequel
Tra il 2002 e il 2008 Toei Animation ha prodotto una trilogia sequel I Cavalieri dello zodiaco - Saint Seiya - Hades (formata da 31 episodi OAV) riferita all'ultima parte del manga, pubblicati in DVD e Blu-ray in Italia da Yamato Video.

## Differenze con il manga
Esistono alcune differenze tra manga e anime: nell'anime sono stati infatti aggiunti personaggi secondari (come i 3 Cavalieri d'acciaio, Docrates, il Maestro dei Ghiacci, Morgana e i suoi 3 Cavalieri) o addirittura un intero arco narrativo, quello di Asgard, creato per dare a Kurumada il tempo di portarsi avanti con il manga, tale arco narrativo è stato creato basandosi sul secondo film L'ardente scontro degli dei il quale a sua volta è stato ideato basandosi su una storia breve presente nel manga chiamata Natassia nel paese del ghiaccio.

### Il Grande Tempio
- Le armature nel manga vengono indossate e tolte manualmente pezzo per pezzo, (anche se nel prosieguo questa caratteristica scompare), mentre nell'anime si agganciano al corpo del Cavaliere automaticamente, cosa che verrà mostrata poi anche nel manga.
- Qualche armatura dei Cavalieri nell'anime appare diversa da quelle del manga.
- I colori di alcune armature e dei capelli di molti personaggi sono diversi, nell'anime si è preferito mutare alcuni colori per creare maggiore contrasto con le tonalità dell'armatura e dei capelli (aggiungendo diverse tonalità di colore).
- Compaiono Cavalieri che nel manga non esistono: Docrates, Morgana e i suoi tre sgherri Serpente, Delfino e Medusa, Aracne, Loto, Pavone, il Maestro dei Ghiacci, Phoenix Nero, Virnam, il Cavaliere della Fiamma, Reda, Salzius, Arles e i 3 Cavalieri d'acciaio, i quali però non posseggono un Cosmo né veri Cloth, ma sono invece dotati di armature meccaniche create appositamente da Alman di Thule.
- Nell'anime, la rivalità tra Tisifone e Castalia finisce in combattimento, nel quale Tisifone batte Castalia, dandole una severa lezione ma Ioria del Leone interrompe la sfida quando Tisifone stava per uccidere Castalia.
- Nel manga Crystal e Abadir sono addestrati personalmente da Aquarius: nell'anime invece sono addestrati dal Maestro dei Ghiacci, Cavaliere dalla costellazione ignota, che fu a sua volta addestrato da Aquarius (in Hades e in un artbook giapponese dedicato alla suddetta serie, viene però spiegato che Aquarius, pur senza rendere nota la propria identità, abbia fatto lezioni supplementari ai due giovani apprendisti del Maestro dei Ghiacci).
- Nel manga il Cavaliere d'Argento maestro di Andromeda è molto diverso, rispetto all'anime: si chiama Dedalus di Cefeo, è bruno e molto severo. Nell'anime, invece, si chiama Albione ed è biondo ed è un tipo calmo. Inoltre, nel manga, Dedalus ha un'armatura non dotata di catene incorporate, per cui è presumibile che non ne faccia uso al contrario di Albione che, come i suoi allievi, le utilizza in combattimento.
- Nel manga il maestro di Andromeda viene ucciso da Pisces: nell'anime è attaccato e ucciso da Scorpio e riceve il colpo di grazia, a tradimento, da Pisces, i quali in seguito distruggono l'isola di Andromeda e sterminano tutti i discepoli del Cavaliere d'Argento, ad eccezione di Andromeda, Nemes, Reda e Salzius.
- Andromeda e Nemes nell'anime hanno due compagni di addestramento che nel manga non esistono: Reda e Salzius. Anche se nel manga viene detto che Dedalus aveva numerosi allievi.
- Dohko della Bilancia nel manga addestra solo Sirio: nell'anime ha un altro allievo, Demetrios, che è costretto ad allontanare a causa del suo temperamento eccessivamente aggressivo.
- Nell'anime Tisifone ha una sorella minore, Morgana che, a causa della sua natura criminale, venne esiliata dal Santuario in un'isola dei Caraibi.
- Nell'anime Cassios ha un fratello maggiore che, a differenza di lui, è riuscito ad ottenere l'investitura a Cavaliere di Atena: il terribile Docrates.
- Nell'anime Gemini, dopo aver usurpato il trono di Gran Sacerdote a Shion, assume la doppia identità di Arles: questo perché, in una side-story ambientata nell'universo della serie animata e pubblicata dalla Toei, viene spiegato che, prima di uccidere Shion, il Cavaliere dei Gemelli uccise anche il suo migliore amico, nonché guardia del corpo: il primo ministro e Cavaliere d'Argento Arles. Nel manga Arles non esiste, di conseguenza Gemini si fa chiamare semplicemente "Gran Sacerdote", nel manga infatti Saga uccide Shion e ne prende il posto nascondendo la sua vera identità.
- Nell'anime I Cavalieri Neri hanno stretto alleanza con Arles, di conseguenza Phoenix cerca di rubare la Sacra Armatura di Sagitter per portarla al Gran Sacerdote: nel manga Phoenix e i Cavalieri Neri agiscono indipendentemente dal Gran Sacerdote, e Phoenix vuole rubare l'Armatura per tenersela per sé. Inoltre il suo scontro con Jango, nel manga, avviene poco dopo la sua investitura a Cavaliere della Fenice. In quella occasione Phoenix non solo uccide Jango, ma stermina la stragrande maggioranza dei Cavalieri dell'Isola della Regina Nera, lasciandone in vita pochissimi.
- Nel manga appaiono numerosi Cavalieri Neri (almeno una ventina) che non appaiono nell'anime.
- Nell'anime il maestro di Phoenix sembra agire sotto l'influenza dell'Illusione Diabolica di Gemini: nel manga invece l'uomo è malvagio e violento di suo. Inoltre, a differenza del manga, è padre di Esmeralda, nel manga Esmeralda è la sua serva.
- Nell'anime Arles ha due perfidi sottoposti: il primo ministro Gigars e il comandante della guardia Phaeton. Questi due personaggi non appaiono nel manga.
- È presente, solo nell'anime, una scena riguardante il Cavaliere d'Argento Argor di Perseo: il perfido Cavaliere viene visto trasformare in statue tre ragazzi colpevoli di essere fuggiti dal Grande Tempio per poi sbriciolare i loro corpi pietrificati a mani nude.
- Nel manga Babel del Centauro non agisce sotto l'influsso di Arles, e Atena non è presente durante il suo scontro.
- Anche Asterione dei Cani da Caccia, nel manga non è influenzato da Arles e, a differenza dell'anime, viene risparmiato da Castalia. Non viene però più rivisto, lasciando intendere che Gemini lo abbia ucciso per il suo fallimento.
- Tra i Cavalieri di bronzo vi sono, nel manga, parentele che nell'anime non vengono neppure accennate (nel manga infatti i cavalieri di bronzo sono tutti fratellastri).
- Nel manga è la stessa Saori Kido a rivelare la sua identità di Dea Atena, mentre nell'anime lo fa il suo assistente Mylock.
- Nell'anime, nei primi episodi, Saori non sa di essere Atena.
- Sempre nel manga Hyoga all'inizio viene inviato tramite una lettera dal Grande Sacerdote all'Arena dei tornei per eliminare gli altri Cavalieri.
- Nell'anime Phoenix, recatosi sull'isola di Kanon per guarire il suo braccio congelato da Crystal (come nel manga), si scontra con Loto e Pavone, due malvagi Cavalieri d'Argento discepoli di Virgo.
- Nell'adattamento italiano dell'anime non è ben esplicitata la diversità di funzione delle catene di Andromeda: nell'episodio 46, il cui titolo italiano è "La migliore difesa è l'attacco", Andromeda dichiara semplicemente al cavaliere di Gemini che lo attaccherà, mentre nella versione originale, così come nel manga, spiega la diversità delle due catene, i loro poteri, e ciò che intende fare.
- Nel manga Shaka è il primo cavaliere d'oro dichiarato a comparire; compare infatti già all'isola della Death Queen dinnanzi a Ikki in rapporto pacifico, perché non riconosce nulla di malvagio in lui. Nell'anime, invece, è Milo di Scorpio il primo cavaliere d'oro a comparire quando il Grande sacerdote lo convoca in suo aiuto. Anche se Ioria de Leo appare prima, quando interrompe il pestaggio che Tisifone stava dando a Castalia.
- Nel manga è presente un duello tra Phoenix e Virgo alla Death Queen Island, assente nell'anime.
- Nel manga il Mu ripara le armature utilizzando degli strumenti da scultore usando anche dei materiali particolari come: Orihalcon, Gammanium e Stardust Sand, mentre nell'anime utilizza delle procedure simili a riti magici.
- Nel manga Misty compare dopo la vittoria di Seiya su Ikki, mentre nell'anime è Docrates che compare, e Misty appare solo successivamente, inviato insieme a Marin su una spiaggia per uccidere i Cavalieri di Bronzo.
- Nel manga è Mu a rivelare ai Cavalieri d'Oro la vera identità del Sacerdote, mentre nell'anime è Dohko della Bilancia. Sempre nel manga Saga manda un messaggio telepatico a tutti i presenti al Grande Tempio in cui rivela che è stato lui ad uccidere il vero Sacerdote.
- Diversa è anche la scena del suicidio finale di Gemini. Nel manga la sua parte malvagia scompare quando viene investito dalla potente luce dello scudo di Atena, e quando Atena giunge ai piedi della statua, si uccide squarciandosi il petto e chiedendole perdono per le atroci azioni commesse in passato dalla sua parte malvagia; nell'anime, la "metà buona" ferma l'altra afferrando lo scettro di Atena e dirigendolo contro se stesso.
- Nell'anime, Cassios, allievo di Tisifone, attacca Sirio ed Andromeda diretti alla quinta casa, per poi recarvisi lui stesso a soccorrere Pegasus, impegnato ed in difficoltà contro Ioria del Leone. Nel manga incontra solamente i due cavalieri di bronzo senza attaccarli, correndo immediatamente ad aiutare Pegasus appena sente debole il suo cosmo.
- Nel manga, Phoenix parla a Sirio, Crystal ed Andromeda, che giacciono esanimi nelle ultime tre case dello zodiaco, cercando invano di portarli con sé per la battaglia finale con Gemini. Nell'anime invece il cavaliere della fenice è già sul luogo dello scontro sulla cima del grande tempio ad aiutare Pegasus dopo che Virgo alla sesta casa lo ha salvato e ha riparato l'armatura.

### Asgard
L'intera serie è presente solo nella versione anime, e pertanto la trama della successiva serie di Nettuno ne risulta leggermente modificata: nel fumetto Sorrento di Siren si reca in Grecia e si scontra con Aldebaran del Toro che, per cercare di contrastarlo, si toglie l'udito; differentemente nell'anime è Orion a assordarsi nello stesso modo. Sconfitto Toro, Sorrento va ad uccidere Atena, ma quest'ultima decide di seguirlo nel regno sottomarino; nell'anime è Mizar a cercare la testa di Atena, e Nettuno entra in scena solo alla fine della saga di Asgard, con un colpo di scena che rivela la vera origine dell'Anello del Nibelungo.

### Nettuno
- Nel manga i Cavalieri di bronzo, anziché venire curati dal Cosmo di Atena, sono ricoverati in una clinica privata della Fondazione Kido in stato di coma, che dura circa un mese. Quando Tetis proverà a rapire Saori, Seiya si sveglierà per un momento e verrà a salvare la ragazza, per poi crollare nuovamente in coma.
- Nel manga sono presenti alcune scene assenti nell'anime, per esempio: un guerriero di Nettuno che tenta di rapire Saori; i Cavalieri di Bronzo che si ritrovano tutti ai Cinque Picchi insieme a Tetis; Tetis che insieme a numerosi guerrieri di Nettuno attacca la villa di Saori a Tokyo.
- Nel manga Tetis alla fine della saga di Nettuno muore, nell'anime invece sopravvive divenendo una sirena.
- Nel manga il Cavaliere del Toro Aldebaran si scontra con il Generale degli abissi Sorrento di Siren, all'interno della clinica della famiglia Kido: in questo duello, essendo in grave difficoltà contro i poteri musicali di Sirya, il cavaliere del Toro si rompe i timpani. Nell'anime i due non si scontrano mai.
- Nell'anime quando Julian Solo si scontra con Lady Isabel e le lancia il tridente, a sacrificarsi per ricevere il colpo è Pegasus, mentre nel manga a sacrificarsi è Kanon, fratello di Gemini, chiedendo perdono ad Atena per il male che ha causato.

## Edizione italiana

### Messa in onda italiana
In Italia, il primo ciclo di episodi fu trasmesso col titolo I Cavalieri dello zodiaco a partire dal 26 marzo 1990 su Odeon TV. Tuttavia, per ben due volte, la trasmissione fu interrotta all'episodio 52 (mentre Pegasus affronta Ioria di Leo), per poi ricominciare dall'inizio. Gli episodi successivi (comprese anche le saghe di Asgard e Nettuno) vennero acquistati dalla Fininvest, che, dal 6 novembre dello stesso anno, li trasmise su Italia 7 con il titolo Il ritorno dei Cavalieri dello zodiaco. Su Italia 7 ci furono in seguito repliche dell'intera serie. 
Dal 1992, la serie andò in onda in replica varie volte su Junior Tv: inizialmente venne nuovamente fatta ricominciare da capo una volta giunta all'episodio 52; solo in seguito furono riproposti tutti gli episodi già trasmessi da Odeon e da Italia 7, con le rispettive sigle italiane; infine tra il 1996 e il 1998 la syndication propose altre repliche, ma ancora dei soli primi 52 episodi. Tutte queste trasmissioni avevano alcuni leggeri adattamenti ma erano prive di censure.
Dal 21 ottobre 2000 la serie esordì anche su Italia 1 in versione molto censurata, soprattutto per quanto riguardava le scene più violente. In seguito tra il 2001 e il 2005 l'anime viene trasmesso anche su Canal Jimmy, Fox Kids, sulla syndication K-2 e su GXT, in una versione che ripristinava la maggioranza dei tagli eseguiti su Italia 1.
Dopo il 2010 la serie è rimasta in replica, oltre che su Italia 1, anche su Hiro, Mediaset Extra e varie volte su Italia 2. Nel 2022 approda in streaming su ANiME GENERATION, canale tematico italiano interamente dedicato all'animazione giapponese disponibile su Prime Video.

### Adattamento italiano
Il titolo italiano della serie TV deriva da quello datole in Francia, primo paese ad averla trasmessa al di fuori dall'Asia: Les Chevaliers du Zodiaque, di conseguenza i vari titoli occidentali sono traduzioni di quello francese (Los Caballeros del Zodiaco in Spagna e nei paesi ispano-americani, Os Cavaleiros do Zodíaco in Brasile e Portogallo, Knights of Zodiac nei paesi anglosassoni).
Nel doppiaggio italiano della serie TV molti cambiamenti sono stati apportati rispetto alla versione originale.
Il più tipico e diffuso fra gli anni '80 e '90 è come il cambiamento dei nomi e l'adattamento dei dialoghi per eliminare i riferimenti alle culture non europee, ne sono un esempio il cambio di nome della città dei Cavalieri (da Tokyo a Nuova Luxor) e l'eliminazione dei riferimenti al buddismo connessi al personaggio di Virgo (Shaka) che nella versione italiana diventa "l'uomo più vicino ad Atena", mentre in originale era chiaramente accomunato ad un Bodhisattva, ed era chiamato "l'uomo più vicino a Dio" (o alla natura divina, perché possessore dell'ottavo senso) oppure i cambi di nome dei vari personaggi (eccetto Shiryu il dragone, chiamato Sirio nel doppiaggio italiano), talvolta coincidenti con le loro costellazioni d'appartenenza (da notare che nella versione originale ogni Cavaliere viene sia chiamato col nome della sua costellazione, ma anche con il suo nome proprio).
Altri cambiamenti riguardano il carattere di alcuni personaggi o i rapporti fra di essi: un esempio del primo caso è il Cavaliere d'Oro dei Pesci (che nel doppiaggio italiano non è al corrente dei piani di dominio del Grande Sacerdote e gli obbedisce perché lo ritiene la voce della dea Atena, mentre in originale lo appoggia in quanto sostiene che chi detiene il potere è nel giusto), mentre uno del secondo è invece Kiki (discepolo del Cavaliere dell'Ariete divenuto suo fratello minore del doppiaggio italiano).
La caratteristica principale di quest'adattamento riguarda invece l'aspetto meramente linguistico formale, volto a sottolineare il clima cavalleresco ed epico della narrazione: a differenza della versione originale, i Cavalieri utilizzano un linguaggio molto meno informale, quasi aulico in diverse occasioni, con picchi che si toccano quando i doppiatori italiani prendono in prestito citazioni colte da alcuni noti poeti e scrittori italiani (come ad esempio nell'episodio 11 dove si parla di "spirto guerrier, [che] entro mi rugge", citazione evidente dai sonetti di Ugo Foscolo).
L'adattatore della serie (Stefano Cerioni) ha rivelato che molte libertà artistiche derivarono sia dall'amore del direttore del doppiaggio (Enrico Carabelli) per la poesia, sia dal fatto che il testo dei dialoghi su cui lavoravano era molto lacunoso, mentre il fatto che molti personaggi portino lo stesso nome della loro costellazione è dovuto principalmente all'influenza di Giochi Preziosi, distributore italiano dei giocattoli della serie.

#### Traduzione dei termini
L'uso del termine "Cavalieri" per indicare i guerrieri di Atena non è la traduzione corretta del termine usato da Masami Kurumada nel suo manga: l'autore utilizza il vocabolo seitoshi ("sacro guerriero"), a cui impone come lettura l'inglese saint ("santo") mediante l'uso del furigana. Nell'edizione italiana della serie TV (come negli altri adattamenti occidentali) si scelse di optare per il termine "cavaliere", poiché nell'immaginario collettivo (si pensi al ciclo dei racconti arturiani) i cavalieri medioevali erano guerrieri in armatura che combattevano per la giustizia, uomini votati agli ideali come i sacri guerrieri di Atena (interessante in quest'ottica fu l'adattamento usato nella prima edizione italiana del manga che adattò il termine in Santo Cavaliere).
Similmente il termine usato per riferirsi alle armature dei Saint in originale è cloth ("veste" in inglese), il quale è però a sua volta il furigana degli ideogrammi per "sacra veste". Nell'adattamento italiano esse vengono semplicemente chiamate "armatura" o "sacra armatura", ma talvolta vengono indicate con le "vestigia" o le "sacre vestigia", termine che in italiano corrente ha il significato di reperti, resti o anche tracce. Il termine plurale corretto per armatura (seppur desueto) è invece vestigie/vestigi. Scelte simili sono state compiute in seguito per i Cavalieri di Asgard (God Warrior) e i Generali degli Abissi di Nettuno (Marina) con le loro rispettive god robe (indicate anche queste genericamente come "armature") e scale (tradotte come "scaglie d'oro"), mentre i sottotitoli dei DVD Yamato hanno usato la traduzione letterale degli ideogrammi (sacri guerrieri, sacre vesti, ecc.).
Un altro caso è la traduzione del termine usato per indicare il sacerdote di Atena a capo dei Cavalieri, che nella versione giapponese viene indicato col termine kyoko, che letteralmente vuol dire "Papa". In Italia il termine è stato per lo più adattato con un più generico "Grande Sacerdote", similmente a quanto accaduto in altri paesi di cultura cattolica (in Spagna per esempio è stato usato il termine Gran Patriarca). Nei sottotitoli Yamato si è invece scelto di adattare il termine kyoko con "Pontefice".

## Distribuzione

### Distribuzione italiana
I diritti per l'home video della serie animata sono detenuti dalla Yamato Video che, tra il 2001 e il 2003, distribuì le VHS in edicola alla DeAgostini con il titolo I Cavalieri dello Zodiaco - TV Animation. Dal dicembre 2004 iniziò la pubblicazione dei DVD, comprendente sia il doppiaggio italiano sia dei sottotitoli fedeli alla versione originale. I DVD più volte distribuiti nel corso degli anni, sono anche usciti in un box video, contenenti l'intera saga.
Dal 13 dicembre 2016 Yamato Video, tramite Koch Media, ha fatto uscire in Italia un nuovo box DVD dei 114 episodi dell'anime di Saint Seiya distribuito in tre cofanetti denominati Le dodici case, Asgard e Nettuno.
Da marzo 2024 la stessa Yamato Video immette sul mercato i Blu-ray in tre cofanetti con uscita periodica, iniziando con i primi 35 episodi nel primo box, cui seguiranno da fine maggio 2024 gli altri episodi dei Cavalieri d'oro fino all'episodio 73 nel secondo box.L'ultima parte della serie è uscita a luglio 2024 con il terzo box Blu-ray contenente gli episodi sino al 114.Sempre nel 2024 ad ottobre è pubblicato da Yamato Video il box Blu-ray della saga finale dei Cavalieri dello Zodiaco Capitolo di Hades (Santuario, inferno, Elisio) per un totale di 31 episodi. 

### Distribuzione giapponese
L'intera serie di 114 episodi uscì negli anni 80 in Giappone in formato VHS, venduti poi in tutto il mondo; per poi essere riproposta anni dopo in formato DVD insieme ai 31 episodi della saga di Hades, più volte pubblicati negli anni, e anch'essi usciti in tutto il mondo. 
Il 20 giugno 2014 e il 2 settembre 2014 vengono lanciati in Giappone due BOX Blu-Ray, contenenti tutti i 114 episodi della serie classica, restaurati in alta definizione video e audio, è con numerosi Extra.

## Colonne sonore
In Giappone sono stati pubblicati ben 12 CD musicali diversi contenenti le musiche e canzoni dell'anime classico di Saint Seiya.

### Sigle giapponesi
Opening
- Pegasus Fantasy ( ペガサス幻想?) (ep. 1-72) cantata dal gruppo Make-Up copre i primi 72 episodi ("Grande Tempio").
- Soldier Dream (聖闘士神話(ソルジャードリーム)?, Sorujā Dorīmu) (72-114) cantata da Hironobu Kageyama, copre le saghe di Asgard e Nettuno. Dal centesimo episodio fino all'ultimo, il video della sigla presenta piccole differenze a livello di montaggio rispetto a quello usato dall'episodio 73 al 99, dovuto all'inizio della nuova saga.

Ending
- Eien Blue (永遠ブルー?, Eterno Blue) (ep. 1-72) eseguita dai Make-UP
- Blue Dream (夢旅人?, Yume Tabibito) (ep. 73-114) cantata da Hironobu Kageyama

I primi quattro film ebbero due sigle, mentre il quinto (Le porte del paradiso) possiede solo quella di chiusura (Never dei Make-Up).

### Sigle italiane
- I Cavalieri dello zodiaco: scritta e interpretata da Massimo Dorati per le prime 52 puntate mandate in onda dal canale Odeon TV nel 1990, e riutilizzata anche su Junior TV.
- Il ritorno dei Cavalieri dello zodiaco: scritta e interpretata da Massimo Dorati per le seguenti 62 puntate, a seguito del loro acquisto nel 1991.
- I Cavalieri dello zodiaco: scritta da Alessandra Valeri Manera con Max Longhi e Giorgio Vanni e interpretata da Giorgio Vanni, usata per tutti i 114 episodi nelle trasmissioni sulle reti Mediaset dal 2000.
- Pegasus Fantasy: versione in lingua italiana della prima sigla giapponese cantata da Giacinto Livia[19], utilizzata dalla Yamato per la pubblicazione home video. Utilizzata anche un paio di volte nella trasmissione su Italia 1 nel 2001.

Nelle repliche del 2008 Italia 1 ritrasmise dapprima alcune puntate della serie classica con la prima sigla storica di Massimo Dorati, ma col patchwork della sigla di Vanni prima della messa in onda degli OAV di Hades.
Nella trasmissione su Mediaset Extra tra il 2010 e il 2011 sono state utilizzate tre sigle totali. Agli episodi con censure minori, ossia la prima parte della serie, è stata applicata come opening la sigla di Vanni del 2000 in una versione abbreviata ad un minuto (dai due minuti della versione del 2000), mentre come ending sono state utilizzate a volte quella di Vanni in versione più lunga (rimasta a due minuti) e altre volte Pegasus Fantasy in italiano (quest'ultima però più raramente). Gli episodi con più censure invece, che erano quelli della seconda parte della serie, hanno avuto la prima sigla di Dorati (versione 2008) sia come opening che come ending.
Per le repliche successive successive è stata accantonata la sigla di Dorati e riutilizzata quella di Vanni su tutti gli episodi, sempre nel taglio da un minuto per quella di apertura e da due minuti per quella di chiusura. Uniche eccezioni l'episodio 60, che mantiene la versione più lunga della sigla anche in apertura, e altri episodi che invece hanno Pegasus Fantasy in italiano o soltanto come sigla finale o in un paio di casi anche come sigla iniziale.

## Accoglienza
La serie viene considerata uno dei grandissimi successi anime degli anni '80, difatti vinse anche nel 1987 il prestigioso premio dell'Animage Anime Grand Prix, dopo solo pochi episodi trasmessi. In un sondaggio effettuato dall'emittente giapponese TV Asahi nel 2006 in Giappone, l'anime si è posizionato al 25º posto come popolarità e apprezzamento fra tutti gli anime di sempre.
Numerosissimi sono i vari prodotti di merchandising dedicati a questo anime, usciti nel corso degli anni sia in Giappone che in vari stati del mondo come Brasile, Cina, Francia, Spagna, Portogallo, Italia, ecc
La serie ha avuto dedicati articoli e riconoscimenti sulle più famose riviste (giapponesi ed estere) specializzate nel settore manga/anime. Nel libro The Anime Encyclopedia: A Guide to Japanese Animation Since 1917, considerato la Bibbia delle guide americane sull'animazione giapponese, gli autori Jonathan Clements and Helen McCarthy dedicano un intero capitolo alla serie lodando in particolar modo le tecniche (definite "magiche") della coppia Araki e Himeno nell'animazione e i disegni, la splendida colonna sonora e le invenzioni registiche che, facendo terminare l'episodio su un punto culmine, catturano lo spettatore. Stigmatizzano, tuttavia, l'immagine che la serie dà di far combattere uomini adulti con ragazzini.
Nella classifica NHK: “Best Anime 100”, atto a celebrare un secolo di animazione giapponese, i Giapponesi hanno votato l'anime classico di Saint Seiya (1986) facendolo piazzare al 123º posto tra le oltre 5000 animazioni Giapponesi prodotte nel primo secolo, risultando quindi il 123° anime di tutti i tempi preferito dai fan Giapponesi.

## Merchandising
Nel corso degli anni l'anime ha prodotto numerosissimi prodotti di merchandising, fra cui card, action figure raffiguranti i vari personaggi, videogiochi, prodotti per la scuola, magliette, cappelli, orologi, ecc, commercializzati sia in patria che all'estero.

### Action Figure
Famosa è la prima linea di numerosi giocattoli action figure arrivata anche nei negozi in Italia sotto il marchio Giochi Preziosi negli anni '90 (i cosiddetti die-cast).
A partire dagli anni 2000 sono state prodotte in Giappone da parte di Bandai varie linee di action figure ispirate a vari personaggi della serie animata. La linea più famosa è quella dei Myth Cloth, la quale comprende varie versioni dei cinque protagonisti e dei loro avversari principali (i Cavalieri d'Oro, quelli d'Argento Generali degli Abissi e i Cavalieri di Asgard) e delle varie divinità. Ad essa si sono affiancate nel 2016 in Giappone la linea di action figure in versione Super Deformer riguardanti i personaggi della serie animata (rinominata Saint Seiya Daizenshu) e una nuova linea di action figures chiamataSaint Seiya Revival del 2019. Ad esse si aggiungono una linea di action figure con accessori (Saint Seiya D.D. Panoramation). Nel 2021 sono usciti i Funko Pop dei cinque protagonisti.

### Altro
Nel 2011 in Giappone sono state prodotte anche due serie di pachinko ispirati alle battaglie dell'arco delle Dodici Case, contenenti sequenze del cartone ridisegnate dall'Araki Production.
Nel 2013 e poi anche nel 2015 sono state prodotte una seconda e terza serie di pachislot relativi sempre alla serie classica anni '80.

## Anime comics prodotti in Francia
In Francia furono pubblicati sulla rivista per ragazzi Dorothee Magazine gli anime comics della serie classica e dei primi quattro film. Alcuni furono pubblicati anche in volume.

## Eventi
- Nel giugno 2016 in Giappone vi è stata una convenction commemorativa per i trent'anni della serie classica di Saint Seiya, dove sono stati venduti diversi prodotti commemorativi per i trent'anni della serie classica di Saint Seiya: alcune action figure in edizione limitata, poster, quadretti, tazze, borsellini, orologi, ciondoli, piatti ecc.[27]
- In Giappone, a Tokyo, nel 2013, e poi anche in Francia nell'aprile del 2014 e successivamente anche nell'aprile 2016, vi sono stati tre concerti chiamati Pegasus Simphony riguardanti le musiche dell'anime classico del 1986 di Saint Seiya.[28]
- Nell'agosto 2016 in Cina, a Hong Kong, vi è stata una seconda convention commemorativa per i 30 anni della serie classica di Kurumada, dove sono stati venduti numerosi prodotti commemorativi della serie classica di Saint Seiya, come nella convention in Giappone.[29]
- Nelle due convention commemorative sono stati esposti i personaggi classici: 12 Gold Saint e i 5 Bronze Saint in Armature Divine in formato 1:1, ovvero riprodotti a grandezza naturale.
- Una terza manifestazione commemorativa si è tenuta nel marzo 2018 in Cina.
- Concerto delle musiche delle serie classica di Saint Seiya chiamato Saint Seiya Symphonic Adventure, in occasione del 30° anniversario della nascita della serie classica, con tappa in Italia, 10 aprile 2026, musiche Seiji Yokoyama, con la di presenza di Kacky, cantante del gruppo Marina Del Ray e Kazuko Kawashima, il soprano originale di Saint Seiya. Il concerto è eseguito da un'intera orchestra sinfonica e sincronizzato con video in alta definizione tratti dalle scene piu' indimenticabili della serie animata anni 80 e saga di Hades.[30]

## Videogiochi
Sulla serie classica dei Cavalieri dello Zodiaco nel corso degli anni sono stati prodotti numerosi videogiochi, tra cui:
- I Cavalieri dello zodiaco - Il Santuario del 2005 per console PlayStation 2.
- I Cavalieri dello zodiaco - Hades del 2006 per console PlayStation 2.
- I Cavalieri dello zodiaco - Cronache di guerra del 2011 per console PlayStation 3.
- Saint Seiya Online del 2011, prodotto da SEGA.
- Saint Seiya: Brave Soldiers del 2013 per console PlayStation 3.
- Saint Seiya: Soldiers' Soul del 2015 per PlayStation 3, PlayStation 4 e PC.
- Saint Seiya Zodiac Brave del 2015, gioco di ruolo per smartphone.[31]
- Saint Seiya Rebirth del 2016, gioco di ruolo per smartphone.[31]
- Saint Seiya: Galaxy Spirits, videogioco per cellulari con i personaggi della serie classica uscito in Maggio 2019 per Android devices.[32]
- Saint Seiya: Awakening (realizzato da Saint Seiya Tencent), RPG per smartphone con tutti i personaggi della serie classica, uscito nel Giugno 2019.[33]

## Remake CGI (Netflix, Crunchyroll)
Una serie in CGI remake della serie anni 80 è prodotta e distribuita al livello internazionale dal 2019 sulla piattaforma in streaming di Netflix ed è intitolata Saint Seiya - I Cavalieri dello zodiaco. La prima stagione è andata in onda su Netflix, dalla seconda stagione sulla piattaforma Crunchyroll.

## Artbook
Vari sono gli artbook usciti nel corso degli anni relativi a questa serie animata:
- Jump Gold Selection 1: rivista dedicata alla saga, uscito nel luglio del 1988 e coprente i primi episodi della serie, fino allo scontro coi Silver Saint. Contiene la prima delle tre side stories sceneggiate da Takao Koyama (sceneggiatore della serie animata) e illustrata da Nobuyoshi Sakasado dedicata ai personaggi di Shun e Ikki (dal titolo Nebula Chain! Il legame dei fratelli) e che racconta la battaglia dei due fratelli contro un nuovo gruppo di Black Saint.
- Jump Gold Selection 2: seconda rivista dedicata all'anime, uscito nel novembre 1988 e riguardante la storia dell'anime fino alla battaglia contro i Gold Saint al Santuario. Contiene la seconda side story (La storia segreta di Capricorn) scritta sempre da Koyama e illustrata da Shingo Araki e Michi Himeno. La storia ha come protagonista il Gold Saint Shura del Capricorno e getta luce sulle vicende relative alla morte del Grande Sacerdote di Atena Sion nella continuity della serie animata.
- Jump Gold Selection 3: terza rivista dedicata all'anime, uscito nel 1989. Contiene l'ultima storia breve (Il grande amore di Atena) scritta da Yoshiyuki Suga e illustrata dalla copia Araki/Himeno. La vicenda è dedicata al rapporto fra il protagonista Seiya di Pegasus e Saori Kido/Atena, e si svolge fra la prima e la seconda parte della serie animata.
- Hades Sanctuary: uscito nel 2003 e relativo agli OAV del Chapter Sanctuary della serie di Hades.
- Hikari: uscito nel 2004, contiene anticipazioni sul quinto film e alcune immagini dei primi concept per la serie animata degli anni ottanta e vari settei.
- Sora: Artbook 2014
- Pia: uscito nel 2012
- Saint Seiya Precious Artwork: artbook commemorativo della serie animata anni ottanta uscito nel 2016 in Giappone, contenente 400 illustrazioni tratte dal videogioco mobile.[35]
- Saint Seiya Daikaibo di SAN-EI SHOBO 2020. Book di 128 pagine uscito in Giappone che offre una panoramica della serie classica, con informazioni sui personaggi, sintesi degli episodi, interviste e altro.[36]

Non ufficiali
- Sacred Saga vol. 1 e 2: artbook non ufficiale uscito nel 2005 composta di 100 pagine ciascuno e realizzato per la casa editrice giapponese FUTURE STUDIO.